# Mezinárodní krize
Mezinárodní krize je stav krajního napětí mezi státy, při němž však neprobíhají válečné akce. Jedna možná definice ji popisuje jako „sekvenci interakcí mezi vládami dvou nebo více suverénních států ve vážném konfliktu, kdy neprobíhá skutečná válka, ale účastníci vnímají nebezpečně vysoké riziko jejího vypuknutí“. Vzhledem k vyhrocenému charakteru situace jednají účastníci krize (vlády i případní nestátní aktéři) obvykle pod časovým tlakem a musejí řešit problémy, na které nemohli být plně připraveni předem. Krizi se může podařit vyřešit mírovými prostředky, takže kolem dané otázky se nadále již nevedou závažné mezinárodní spory (příkladem je berlínská blokáda let 1948 a 1949); nebo může přejít do války (třeba červencová krize roku 1914, která skončila propuknutím první světové války); nebo její řešení může danou otázku uzavřít jen dočasně, aby v blízké budoucnosti opět na podobné téma propukla jiná krize nebo válka (například sudetská krize roku 1938 byla vyřešena Mnichovskou dohodou, jež měla znamenat konec Hitlerových územních požadavků, ale Hitlerovo Německo již roku 1939 opět pokračovalo v agresi východním směrem).  
Richard N. Lebow uvádí tří typy mezinárodních krizí:
- Ospravedlnění nepřátelství.[2] Jeden ze států se ještě před tím, než krize vypukne, rozhodne jít do války, a vyvolá krizi, aby rozpoutání války ospravedlnil. Postup je téměř vždy stejný: Pobouřit veřejné mínění, klást nepřijatelné požadavky, snažit se své požadavky legitimizovat, popírat své skutečné cíle, a poté použít odmítnutí požadavků jako důvod k válce. Příkladem je postup nacistického Německa vůči Polsku v roce 1939, který vyvrcholil fingovaným přepadením vysílačky v Gliwicích a vzápětí následující invazí.
- Druhotná (spinoff) krize. V rámci již probíhající  války nebo krize dojde k události, která vyvolá novou krizi, do níž je zapojen doposud nezúčastněný stát. Příkladem je potopení britské lodi Lusitania Němci v roce 1915, při němž zahynulo velké množství Američanů, což vyvolalo mezinárodní krizi mezi Spojenými státy a Německem a přispělo ke vstupu USA do první světové války.
- Politika na ostří nože (brinkmanship). Záměrné prohlubování konfliktu, aby druhá strana ustoupila. Příkladem úspěšného nasazení této taktiky je karibská krize z roku 1962, kdy USA dávaly najevo naprostou neústupnost ohledně rozmístění sovětských raket na Kubě a ochotu jít kvůli této záležitosti do války se Sovětským svazem, což sovětskou stranu přimělo k jednání a nalezení kompromisu. Neúspěchem naopak skončila červencová krize roku 1914, kdy demonstrace síly a ostentativní neústupnost velmocí dovedla svět do války.

S výjimkou prvního případu (ospravedlnění nepřátelství) ani jedna ze stran sporu ve skutečnosti nechce jít do války, ale musí na ni být zřetelně připravena, aby nevyšla z krize jako poražená. Slovy Groucho Marxe: „Buďte vždy upřímní, i když to třeba nemyslíte vážně.“
Georgeova kniha přináší přehled procesu a protichůdných cílů krizového managementu i mnoho příkladů. Diskutuje řadu možných strategií, jako jsou:
Útočné strategie 
- vydírání
- omezená a reverzibilní reakce
- řízený nátlak
- opotřebování nepřítele
- postavení před hotovou věc (fait accompli)

Obranné strategie 
- vynucování
- omezená eskalace
- oko za oko
- test možností nepřítele
- stanovení nepřekročitelných hranic ústupků
- získávání času
- projev odhodlání bojovat, aby nedošlo k podcenění ze strany protivníka